# وثيقة حقوق الولايات المتحدة

وثيقة الحقوق في الولايات المتحدة

وثيقة حقوق الولايات المتحدة (بالإنجليزية: United States Bill of Rights)‏ هي مصطلح يُقصد به التعديلات العشرة الأولى لدستور الولايات المتحدة. قُدّمت لتهدئة مخاوف مضادي الفيدرالية الذين عارضوا المصادقات الدستورية، هذه التعديلات تضمن عدداً من الحريات الشخصية، وتحد من نفوذ الحكومة في القضاء وفي إجراءات أخرى، وتبقي على بعض النفوذ للولايات وللعامة. قدّم جيمس ماديسون التعديلات لكونغرس الولايات المتحدة الأول كسلسلة من المراسيم التشريعية.
يوم وثيقة الحقوق في الولايات المتحدة الأميركية هو 15 كانون الأول/ديسمبر.

## خلفية

### اجتماع فيلادلفيا
اتبعت الولايات الثلاث عشرة ذات السيادة وثائق الكونفدرالية، التي استحدثها الكونغرس القاري الثاني وصدق عليها في عام 1781، وذلك قبل التصديق على دستور الولايات المتحدة والعمل على تطبيقه. كانت الحكومة الوطنية، التي باشرت عملها بموجب وثائق الكونفدرالية، أضعف من أن تنظم، على نحو ملائم، مختلف النزاعات التي نشأت بين الولايات. نص اجتماع فيلادلفيا على تصحيح مواطن الضعف في المواد التي كانت واضحة حتى قبل انتهاء حرب الاستقلال الأمريكية بنجاح.
عُقد الاجتماع في الفترة بين 14 مايو إلى 17 سبتمبر، من عام 1787، في مدينة فيلادلفيا بولاية بنسلفانيا. كانت نية الكثير من مؤيدي الاجتماع، وعلى رأسهم جيمس ماديسون من ولاية فرجينيا وألكسندر هاميلتون من ولاية نيويورك، إنشاء حكومة جديدة بدلًا من إصلاح الحكومة الحالية، وذلك على الرغم من أن الاجتماع كانت بقصد مراجعة المواد فحسب. عُقد الاجتماع في قاعة الاستقلال، وانتُخب بالإجماع جورج واشنطن، من ولاية فرجينيا، رئيسًا له. عُرف المندوبون الخمسة والخمسون الذين صاغوا الدستور بالآباء المؤسسين للدولة الجديدة. وصف توماس جيفرسون، سفير الولايات المتحدة في فرنسا آنذاك، المندوبين بأنهم جمع من «أنصاف الآلهة». رفضت ولاية رود آيلاند إرسال مندوبين للاجتماع.
اقترح جورج ماسون، من ولاية فرجينيا، في 12 سبتمبر، إضافة وثيقة حقوق إلى الدستور على غرار إعلانات الولاية السابقة، وقد تقدم بها إلبردج جيري، من ولاية ماساشوستس، على نحو رسمي. رفض مندوبي الولايات المقترح بالإجماع، بعد مناقشة وجيزة، أشار فيها روجر شيرمان إلى أن الدستور الجديد لم يلغ وثيقة حقوق الولايات. أوضح ماديسون، الذي كان آنذاك معارضًا لوثيقة حقوق الولايات، نتيجة التصويت عبر وصف وثيقة حقوق الولايات بأنها «عوائق ورقية» لم تقدم سوى وهم الحماية من الاستبداد. ذكر لاحقًا مندوب آخر يُدعى جيمس ويلسون، من ولاية بنسلفانيا، بأن إحصاء حقوق الناس كان ليكون أمرًا خطيرًا، لأنه كان سيعني ضمنًا التغاضي عن الحقوق غير المذكورة على نحو صريح، وقد أشار هاملتون لهذه النقطة في أوراق الفيديراليست رقم 84.
نظرًا لأن ماسون وجيري كانا قد ظهرا كمعارضين للدستور الجديد المقترح، فإن مندوبين آخرين ربما اعتبروا هذا الاقتراح، الذي قُدم قبل نهاية الاجتماع بخمسة أيام، وسيلة تأخير. غير أن الرفض السريع لهذا الطلب عرّض عملية التصديق برمتها للخطر في وقت لاحق. يصف المؤلف ديفيد أوه. ستيوارت إسقاط مشروع وثيقة الحقوق في الدستور الأصلي بأنه «خطأ سياسي من الدرجة الأولى»، بينما وصفه المؤرخ جاك إن. راكوف بأنه «الخطأ التقديري الأكبر الذي قام به صائغو الدستور حين غلبوا الصراعات على إقرار الوثيقة».
وقع تسعة وثلاثون مندوبًا على الدستور النهائي. غادر ثلاثة عشر مندوبًا الاجتماع قبل الانتهاء منه، وثلاثة من الذين بقوا في الاجتماع حتى النهاية رفضوا التوقيع عليه وهم، ماسون، وجيري، وإدموند راندولف، من ولاية فيرجينيا. عُرض الدستور، بعد ذلك، على كونغرس وثائق الكونفدرالية، مع طلب عرضه بعد ذلك على اجتماع لمندوبين يختارهم الشعب في كل ولاية، من أجل إقراره والتصديق عليه.

## صياغة وثيقة الحقوق
تم صياغة وثيقة الحقوق في البداية من قبل جيمس ماديسون في 1789، كتبت وثيقة الحقوق في وقت الصراع الايديولوجي بين الاتحاديين والاتحاديين المضادين، كان مشروع القانون إلى حد كبير رداً على الدستور، الذي احتج المضادون للآباء المؤسسين بأنه فشل في حماية المبادئ الأساسية لحقوق الحرية.
هذه التعديلات دخلت حيز النفاذ في 15 كانون الأول / ديسمبر سنة 1791، عندما صدقت عليها ثلاثة أرباع الولايات. وطبقتها معظم الولايات إلى جانب تطبيق سلسلة من القرارات لتطبيق الإجراءات القانونية الواجبة كشرط من التعديل الرابع عشر، الذي اعتمد بعد الحرب الأهلية الأمريكية.
اقترح الكونغرس وثيقة الحقوق في 25 أيلول/سبتمبر سنة 1789، وتم إقرارها في 15 كانون الأول/ديسمبر سنة 1791، بمصادقة الهيئات التشريعية لمختلف الولايات وفقاً للمادة الخامسة من الدستور الأساسي. 
تحدد التعديلات العشرة الأولى للدستور الأميركي الحقوق والامتيازات والحريات التي لا يجوز للحكومة الفيدرالية أن تحرمها. هذه الحقائق بديهية، بأن كل البشر خلقوا متساوين، وأن خالقهم وهبهم حقوقاً معينة غير قابلة للتصرّف، وأن من بينها الحق في الحياة، والحرية، ونشدان السعادة. ولضمان هذه الحقوق، تمّ إنشاء الحكومات بين الناس، لتستمد سلطاتها من موافقة المحكومين. 

## التعديل الأول
يحظر على مجلس الكونغرس تشريع أي قانون يؤدّي إلى دعم ممارسة أي دين، أو تشريع أي قانون يؤدّي إلى منع ممارسة أي دين ؛ أو تشريع أي قانون يؤدّي إلى تعطيل حرية الكلام أو النشر الصحفي أو حق الناس في إقامة تجمعات سلمية أو إرسالهم عرائض إلى الحكومة تطالبها برفع الظلم.

## التعديل الثاني
إن وجود مليشيات منظمة جيدا هو ضروري لأمن الدولة الحرة، وحق الناس بالاحتفاظ بالسلاح وحمله لن يمس.

## التعديل الثالث
لا يمكن لأي عسكري في زمن السلم التمركز في أي منزل مدني بدون موافقة المالك وهذا أيضا ينطبق على زمن الحرب أيضا إلا بالطريقة الموصوفة في القوانين المعتمدة.

## التعديل الرابع
إن حق الناس بأن يكونوا بأمان بأشخاصهم، ومنازلهم، وأوراقهم، ونشاطهم، ضد التفتيش غير المعقول والاحتجاز، لن يمكن التعدي عليه، ولن يصدر أمر اتهام إلا بسبب واضح، مدعوم بقسم أو إثبات، ويصف بشكل دقيق المكان المطلوب تفتيشه، والأشخاص الذين سيتم احتجازهم، والأشياء التي سيتم مصادرتها.

## التعديل الخامس
لن يتم احتجاز أي شخص للاستجواب حول جريمة كبرى أو جريمة شائنة إلا بتقديم أو توجيه اتهام من هيئة المحلفين العليا ما عدا القضايا التي تبرز في الأراضي التي تديرها القوات المسلحة والسفن التي تديرها القوات البحرية أو ضمن قوات المليشيا الشعبية وذلك في وقت الخدمة الفعلية في زمن الحرب أو أوقات الخطر العام والكوارث ولا يجوز تعريض شخص لنفس المخالفة أن يتعرض إلى وضع خطر على حياته أو أحد أعضائه ولا يجوز أن يكون في أي قضية إجرامية شاهدا على نفسه ولا يجوز حرمانه من حياته أو ممتلكاته بدون محاكمة قانونية ولا يجوز مصادرة أي ممتلكات من أي مواطن للاستعمال العام بدون تعويض عادل.

## التعديل السادس
عند توجيه اتهام أو استدعاء للمحكمة لعمل إجرامي فان المتهم سوف يتمتع بحق التمكن من استعجال الإجراءات القانونية وعلنية المحاكمة التي ستجريها هيئة محلفين غير متحيزة مجموعة من الولاية والمنطقة التي تمت فيها الجريمة وتمت المصادقة على انتمائهم إلى نفس المنطقة سابقا وبشكل قانوني وابلغوا بطبيعة وسبب الاتهام ويجب مواجهته بشهود ضده وتلتزم المحكمة أيضا بإحضار شهود يشهدون لصالحه وتلتزم أيضا بتزويده بمحامي لمساعدته للدفاع عن نفسه.

## التعديل السابع
في القضايا القانونية العامة حيث لا يتجاوز الضرر المختلف حوله مبلغ عشرين دولار فان حق التقاضي بحضور هيئة محلفين سوف يلغى . وأيضا إن أي حقيقة أثبتت من قبل هيئة محلفين في محكمة معينة سوف لا يعاد تفحصها من قبل أي محكمة أخرى من محاكم الولايات المتحدة إلا وفق قواعد القانون العام.

## التعديل الثامن
لن يمكن فرض كفالات باهظة ولا فرض غرامات باهظة ولن تطبق عقوبات غير عادية أو وحشية.

## التعديل التاسع
إن القرارات التطبيقية لهذا الدستور المتعلقة بالحقوق الثابتة والأساسية لا يجب إجراء تعديل فيها قد يغير أو يحطم الحقوق الأخرى المحفوظة للشعب.

## التعديل العاشر
إن جميع السلطات غير المنوطة بدستور الولايات المتحدة والتي هي غير محظورة على الولايات المنفردة تستطيع الولايات بنفسها الاحتفاظ بحق التمتع بها أو يحتفظ الشعب بنفسه حق الاستمتاع بها.

## وصلات خارجية
- وثيقة الحقوق في الولايات المتحدة على موقع الموسوعة البريطانية (الإنجليزية)
- دستور الولايات المتحدة الأمريكية (بالعربية)